# David Threlfall

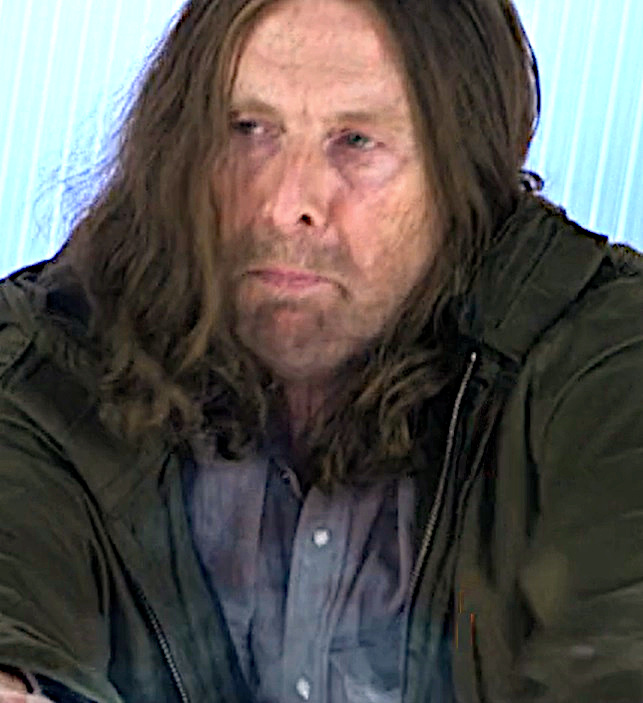
David Threlfall in der Figur (circa 2013)

David Threlfall (* 12. Oktober 1953 in Manchester, England) ist ein britischer Film-, Fernseh- und Theaterschauspieler sowie Regisseur. International bekannt wurde er durch seine Hauptrolle als alkoholkranker Familienvater Frank Gallagher, die er von 2004 bis 2013 in 11 Staffeln der Fernsehserie Shameless verkörperte.

## Leben
Threlfall wurde 1953 als Sohn eines Installateurs geboren. Früh interessierte er sich für das Theater und trat unter anderem in einer Schulinszenierung von Arthur Millers Drama Hexenjagd auf. Sein Studium an der Sheffield School of Design brach er nach einem Jahr ab, um sich auf die Schauspielerei zu konzentrieren. Er studierte drei Jahre an der Theaterschule der Manchester Polytechnic.
Seit Mitte der 1970er Jahre war er in britischen Film- und Fernsehproduktionen zu sehen. Mike Leigh engagierte Threlfall direkt nach Abschluss seines Studiums 1977 für die Hauptrolle im Fernsehfilm The Kiss of Death. Von 1977 bis 1980 stand Threlfall für die Royal Shakespeare Company in neun verschiedenen Theaterproduktionen auf der Bühne, in Stratford-upon-Avon (RST und The Other Place), London (West End) und New York City (Broadway). Seine Schauspielkarriere nahm infolgedessen Fahrt auf, zwanzig weitere Theaterstücke mit verschiedenen englischen Ensembles kamen seither hinzu. 1983 verkörperte er Wassili Stalin in Jack Golds Fernsehfilm Der rote Monarch. Ab Ende der 1980er Jahre trat Threlfall auch in größeren Kinoproduktionen wie Das Rußland-Haus, Der Fluch der Wale oder Die Stunde der Patrioten auf. Im Fernsehfilm Diana: Her True Story war er 1993 als Charles, Prince of Wales zu sehen. In der Bibelverfilmung Maria – Die heilige Mutter Gottes stellte er Josef von Nazaret dar. 2001 verkörperte Threlfall im Fernsehfilm Die Wannseekonferenz den Verwaltungsjuristen Friedrich Wilhelm Kritzinger.
Ab dem Jahr 2004 übernahm Threlfall die Rolle des alkoholkranken Familienvaters Frank Gallagher in der Channel-4-Fernsehserie Shameless, die er bis zum Jahr 2013 in insgesamt 138 Episoden verkörperte. Seit der dritten Staffel führte er bei insgesamt 19 Episoden der Serie sporadisch Regie. Ab der sechsten Staffel war Threlfall auch Executive Producer der Serie.
Nach dem Ende von Shameless war Threlfall unter anderem in den Fernsehserien Ripper Street als Abel Croker und Troja – Untergang einer Stadt als Priamos zu sehen.
2013 wurde er in Anerkennung seiner Verdienste als film-, fernseh- und theaterschaffender Schauspieler und Regisseur von der Manchester Metropolitan University zum Doctor of Arts ehrenhalber ernannt.
Threlfall ist seit 1995 mit der bosnischen Schauspielerin Brana Bajic verheiratet, mit der er zwei Söhne hat. Die Familie lebt in London.

## Filmografie (Auswahl)
- 1975: Second City Firsts (Fernsehserie, 1 Episode)
- 1977: The Kiss of Death (Fernsehfilm)
- 1977: Here I Stand... (Fernsehserie, 1 Episode)
- 1977: Scum (Fernsehfilm)
- 1982: The Life and Adventures of Nicholas Nickleby (Miniserie, 4 Episoden)
- 1982: Objects of Affection (Fernsehserie, 1 Episode)
- 1983: King Lear (Fernsehfilm)
- 1983: Der rote Monarch (Red Monarch, Fernsehfilm)
- 1983: The Gathering Seed (Fernsehserie, 6 Episoden)
- 1986: Lenny Henry Tonite (Fernsehserie, 1 Episode)
- 1986: Paradise Postponed (Miniserie, 11 Episoden)
- 1987: The Marksman (Miniserie, 3 Episoden)
- 1989: Recht, nicht Rache (Murderers Among Us: The Simon Wiesenthal Story, Fernsehfilm)
- 1989: Jumping the Queue (Fernsehserie, 2 Episoden)
- 1989: Der Fluch der Wale (When the Whales Came)
- 1989: Gefährliches Comeback (Frederick Forsyth Presents, Fernsehserie, 1 Episode)
- 1990: Das Rußland-Haus (The Russia House)
- 1990–1993: Nightingales (Fernsehserie, 13 Episoden)
- 1991: Titmuss Regained (Miniserie, 3 Episoden)
- 1991: Der Mörder mit den Silberflügeln (A Murder of Quality, Fernsehfilm)
- 1992: Die Stunde der Patrioten (Patriot Games)
- 1993: Diana: Her True Story (Fernsehfilm)
- 1993: Fighting for Gemma (Fernsehfilm)
- 1994–1995: Men of the World (Fernsehserie, 12 Episoden)
- 1996: Thief Takers (Fernsehserie, 2 Episoden)
- 1999: Sex, Chips & Rock n’ Roll (Miniserie, 6 Episoden)
- 1999: Maria – Die heilige Mutter Gottes (Mary, Mother of Jesus, Fernsehfilm)
- 1999: The Black Dog (Kurzfilm)
- 1999: Die Profis – Die nächste Generation (CI5: The New Professionals, Fernsehserie, 1 Episode)
- 1999: 1000 AD (Fernsehfilm, Sprechrolle)
- 2000: Am Anfang (In the Beginning, Miniserie, 2 Episoden)
- 2000: A Dinner of Herbs (Miniserie, 2 Episoden)
- 2001: Blind Men (Fernsehfilm)
- 2001: Chunky Monkey
- 2001: Die Wannseekonferenz (Conspiracy, Fernsehfilm)
- 2003: Master & Commander – Bis ans Ende der Welt (Master and Commander: The Far Side of the World)
- 2004–2013: Shameless (Fernsehserie, 139 Episoden)
- 2004: The Last Detective (Fernsehserie, 1 Episode)
- 2004: Cutting It (Fernsehserie, 1 Episode)
- 2005: Spooks – Im Visier des MI5 (Spooks, Fernsehserie, 1 Episode)
- 2005: The Queen’s Sister (Fernsehfilm)
- 2006: The Romantics (Miniserie, 1 Episode)
- 2006: Alien Autopsy – Das All zu Gast bei Freunden (Alien Autopsy)
- 2006: Like Minds – Verwandte Seelen (Like Minds)
- 2006: Afterlife (Fernsehserie, 1 Episode)
- 2006: The Battle for Rome (Miniserie)
- 2006: Rom und seine großen Herrscher (Ancient Rome: The Rise and Fall of an Empire, Miniserie)
- 2006: Housewife, 49 (Fernsehfilm)
- 2007: Hot Fuzz – Zwei abgewichste Profis (Hot Fuzz)
- 2007: Elizabeth – Das goldene Königreich (Elizabeth: The Golden Age)
- 2007: The Whistleblowers (Fernsehserie, 1 Episode)
- 2009: Nowhere Boy
- 2013: What Remains (Fernsehserie, 4 Episoden)
- 2014: Tommy Cooper: Not Like That, Like This (Fernsehfilm)
- 2014: Black Sea
- 2015: The Ark (Fernsehfilm)
- 2015: Code of a Killer (Miniserie, 2 Episoden)
- 2015: Midwinter of the Spirit (Fernsehserie, 3 Episoden)
- 2016: Ripper Street (Fernsehserie, 6 Episoden)
- 2017: Urban Myths (Miniserie, 1 Episode)
- 2018: Troja – Untergang einer Stadt (Troy: Fall of a City, Fernsehserie, 7 Episoden)
- 2019: Bing (Fernsehserie, 5 Episoden)
- 2020: Isolation Stories (Miniserie, 1 Episode)
- 2020: Faith Healer
- 2024: Die frei erfundenen Abenteuer von Dick Turpin (Fernsehserie)

## Theater (Auswahl)
- 1978: Sons of Light (Warehouse, London)
- 1978: Savage Amusement (Warehouse, London)
- 1978: A R (Warehouse, London)
- 1978: Shout Across the River (Warehouse, London)
- 1979: The Merry Wives of Windsor (Royal Shakespeare Theatre, Stratford-upon-Avon)
- 1979: Cymbeline (Royal Shakespeare Theatre, Stratford-upon-Avon)
- 1979: The Suicide (The Other Place, Stratford-upon-Avon)
- 1979: Julius Caesar (Royal Shakespeare Theatre, Stratford-upon-Avon)
- 1980: The Merry Wives of Windsor (Theatre Royal, Newcastle-upon-Tyne)
- 1980: Julius Caesar (Theatre Royal, Newcastle-upon-Tyne)
- 1980: The Suicide (Gulbenkian Studio, Newcastle-upon-Tyne)
- 1980: The Merry Wives of Windsor (Aldwych Theatre, London)
- 1980–1981: The Life and Adventures of Nicholas Nickleby (Aldwych Theatre, London)
- 1980: The Suicide (Warehouse, London)
- 1981–1982: The Life and Adventures of Nicholas Nickleby (Plymouth Theatre, New York)
- 1984: The Party (The Other Place, Stratford-upon-Avon)
- 1985: The Party (Gulbenkian Studio, Newcastle-upon-Tyne)
- 1996–1997: The Rehearsal (Criterion Center Stage Right, New York)
- 2016: Don Quijote (Swan Theatre, Stratford-upon-Avon)
- 2018–2019: Don Quijote (Royal Shakespeare Company, Stratford-upon-Avon)[4]